# Rutina Wesley
Rutina Wesley (Las Vegas, 1 februari 1979) is een Amerikaanse actrice en toneelspeler. Ze won in 2009 een Satellite Award samen met de gehele cast van True Blood, waarin ze te zien is als Tara Thornton.

## Levensloop

### Jeugd en opleiding
Wesley groeide op in Las Vegas, Nevada. Haar vader, Ivery Wheeler, is een professionele tapdanser. Haar moeder, Cassandra Wesley, was een danseres in het casino. Wesleys middelbare school was de Las Vegas Academy of International Studies, Performing and Visual Arts. Later studeerde ze dans bij de Simba Studios, eveneens in Las Vegas. Door haar dansactiviteiten miste Wesley de gelegenheid zich in te schrijven voor universiteiten. Uiteindelijk werd ze geaccepteerd door de Universiteit van Evansville, Indiana. Daar behaalde ze een graad in Theater. In 2001 ging ze door met haar opleiding door te studeren aan de Juilliard School.

### Carrière
In 2007 werd Wesley gekozen als hoofdrolspeler in de film How She Move, van regisseur Iqbal Rashid. Ze speelde Raya Green, een meisje dat een stepdance-competitie aangaat om een beurs voor haar opleiding te garanderen. In hetzelfde jaar selecteerde Alan Ball haar om Tara Thornton te spelen in True Blood.

### Privé
Wesley trouwde in 2005 met acteur Jacob Fishel.

## Filmografie
*Exclusief televisiefilms
- Last Weekend (2014)
- 13 Sins (2014)
- California Winter (2012)
- How She Move (2007)

## Televisieseries
*Exclusief eenmalige verschijningen
- True Blood - Tara Thornton (2008-2014, tachtig afleveringen)
- The Cleveland Show - Yvette (2009-2012, twee afleveringen)
- Generator Rex - stem Kenwyn Jones (2010-2011, twee afleveringen)
- The Last of Us (2023–2025, vijf afleveringen)

- Bibliothèque nationale de France: cb16948284q (data)
- Gemeinsame Normdatei: 1062516834
- International Standard Name Identifier: 0000 0001 1837 8093
- Library of Congress Control Number: no2009084333
- Nationale Bibliotheek van Tsjechië: osd2013769975
- Virtual International Authority File: 169464306
- WorldCat: E39PBJhMmGC3Jgy3QmrmTpfwmd